# Milan Bačević
Milan Bačević, cyr. Милан Бачевић (ur. 1953 w miejscowości Komorane) – serbski polityk i urbanista, wykładowca akademicki, parlamentarzysta, minister zasobów naturalnych, górnictwa i planowania przestrzennego (2012–2014).

## Życiorys
Absolwent wydziału przyrodniczo-matematycznego, magisterium i doktorat uzyskiwał na Uniwersytecie w Skopje, specjalizując się w planowaniu przestrzennym. Jako nauczyciel akademicki pracował na Uniwersytecie w Prisztinie, następnie w Kosowskiej Mitrowicy.
W latach 90. zaangażował się w działalność Serbskiej Partii Radykalnej. Przez dwie kadencje zasiadał w parlamencie, do 2000 pełnił też obowiązki wiceministra nauki i technologii. W 2008 powrócił do polityki, przystępując do Serbskiej Partii Postępowej i wchodząc w skład ścisłych władz tego ugrupowania. W wyborach w 2012 ramienia SNS uzyskał ponownie mandat posła do Zgromadzenia Narodowego. W tym samym roku wszedł w skład koalicyjnego rządu Ivicy Dačicia jako minister zasobów naturalnych, górnictwa i planowania przestrzennego. Zakończył urzędowanie w 2014.